# Reith bei Seefeld
Reith bei Seefeld település Ausztriában, Tirolban az Innsbrucki járásban található. Területe 17,4 km², lakosainak száma 1 294 fő, népsűrűsége pedig 74 fő/km² (2014. január 1-jén). A település 1180 méteres tengerszint feletti magasságban helyezkedik el.
A település részei: 
- Auland
- Gschwandt
- Gschwandtkopf
- Krinz
- Leithen
- Maximilianshütte
- Mühlberg
- Reith

## Fordítás
- Ez a szócikk részben vagy egészben  a   Reith bei Seefeld című angol Wikipédia-szócikk ezen változatának fordításán alapul.  Az eredeti cikk szerkesztőit annak laptörténete sorolja fel. Ez a jelzés csupán a megfogalmazás eredetét és a szerzői jogokat jelzi, nem szolgál a cikkben szereplő információk forrásmegjelöléseként.